# Ellipi

Mapa Asyrii i krain leżących na wschód i północ od niej (1 połowa I tys. p.n.e.). Na mapie zaznaczone zostało położenie krainy Ellipi – pomiędzy Medią a Elamem

Ellipi – w 1 połowie I tys. p.n.e. królestwo w górach Zagros, na północ od Elamu; lokalizowane na obszarze Lorestanu w zachodnim Iranie. 
Królestwo to powstało najprawdopodobniej w IX w. p.n.e. lub nawet wcześniej. W źródłach asyryjskich wzmiankowane jest po raz pierwszy w inskrypcjach króla Salmanasara III (858-824 p.n.e.). Zgodnie z nimi król ten w trakcie swej wyprawy wojennej do gór Zagros w 843 r. p.n.e. otrzymać miał trybut od Baru, króla Ellipi. Inny asyryjski król, Adad-nirari III (810-783 p.n.e.), wymienia to królestwo wśród swych zdobyczy w północno-wschodniej Mezopotamii i północno-zachodnim Iranie. Za rządów Tiglat-Pilesera III (744-727 p.n.e.) Dalta, król Ellipi, wymieniany jest wśród trybutatiuszy tego asyryjskiego króla. Dalta wciąż pozostawał na tronie Ellipi za panowania Sargona II (722-705 p.n.e.), następcy Tiglat-Pilesera III. Wydaje się, iż na początku panowania Sargona II Dalta próbował uniezależnić swe królestwo od Asyrii - to właśnie jemu podporządkowała się bowiem kraina Harhar, granicząca z Ellipi od północnego zachodu, której mieszkańcy wygnali swego wiernego Asyrii władcę. W odpowiedzi Sargon II najechał w 716 r. p.n.e. Harhar, co najprawdopodobniej zmusiło Daltę do podjęcia decyzji o podporządkowaniu się asyryjskemu władcy. Decyzja ta nie spodobała się miejscowej, proelamicko nastawionej arystokracji, która zaczęła podburzać ludność królestwa przeciw Asyrii. Niepokoje w Ellipi zmusiły Sargona II do interwencji w tym królestwie w trakcie jego wyprawy wojennej do Medii w 713 r. p.n.e. Sargon II umocnił pozycję Dalty na tronie Ellipi, ale po kilku latach jego protegowany zmarł. Do walki o tron Ellipi stanęli dwaj synowie Dalty - nastawiony proasyryjsko Aspabara i jego brat przyrodni Nib'e, wspierający Elam. W 706 r. p.n.e. Sargon II ponownie interweniował w Ellipi, pokonał i pojmał Nib'e, a Aspabarę osadził na tronie królestwa. Dzięki proasyryjskiej postawie Aspabary Ellipi nie zostało zajęte przez Asyryjczyków i utrzymało swą niepodległość. Już jednak za rządów Sennacheryba (704-681 p.n.e.), syna i następcy Sargona II, Aspabara porzucił swą proasyryjską politykę i wspierać zaczął Elam. Sennacheryb odpowiedział w 702 r. p.n.e. inwazją na Ellipi, które szybko zostało pokonane. W celu dalszego osłabienia tego królestwa Sennacheryb przyłączył jego część do Asyrii. Stolicą zaanektowanych ziem uczynił miasto Elenzasz, którego nazwę zmienił na Kar-Sennacheryb. Pokonanie Ellipi nie osłabiło jednak antyasyryjskiego nastawienia ludności tego królestwa. W 691 r. p.n.e. Ellipi dołączyło bowiem do antyasyryjskiej koalicji Elamu i Babilonii, której wojska stawiły czoła Asyryjczykom w nierozstrzygniętej bitwie pod Halule.